# Åvikhemmet
Åvikhemmet är idag en före detta samlingslokal och nuvarande privatbostad i Sjundeå, Nyland. Byggnaden härstammar från 1800-talet och den har tidigare fungerat bland annat som ett bageri, en butik och en folkskola.
Åvikhemmet har sedan 2024 ägts av privatpersoner.

## Historia
Åvikhemmets huvudbyggnad bestående av två våningar byggdes på 1800-talet. 1915 köpte politikern Rafael Erich Åvikhemmet och bodde sedan där med sin familj fram till vinterkriget och Porkalaparentesen. Åvikhemmet låg på Porkalaområdet. Efter parentesslutet 1956 donerade Erichs änka Hellin Erich fastigheten till Sjundeå församling och föreningen Folkhälsan i Sjundeå. 
Åren 1960–1970 drevs Åvikhemmet som Pickala folkskola, mödra- och barnrådgivning samt som församlingshus. 1970 upphörde skolverksamheten. En del av Åvikhemmet blev efter det en samlingslokal, medan andra delar byggdes om till bostäder. År 2000 när Sjundeå församling delades i två blev byggnaden delvist i Sjundeå kyrkliga samfällighets ägo. 
Mellan 1986 och 2024 var Naturskolan Uttern som drevs av Natur och Miljö r.f. verksam i byggnaden. När skolan flyttade ut beslöt Sjundeå kyrkliga samfällighet och Folkhälsan sälja Åvikhemmet till privatpersoner. Byggnaden köptes av privatpersoner som betalade 215 000 euro för Åvikhemmet.